# Poliamant
În geometrie un poliamant (uneori poliomino triunghiular) este un tiponim pentru o poliformă a cărei formă de bază este un triunghi echilateral.

## Etimologie
Forma în engleză polyamond a fost sugerată de scriitorul de matematică recreativă Thomas H. O'Beirne în „New Scientist”, numărul 1 din 1961, pagina 164. El a pornit de la diamond deoarece acest cuvânt este adesea folosit pentru a descrie forma unei perechi de triunghiuri echilaterale lipite bază la bază, iar di- inițial arată ca un prefix grec care înseamnă „două-” (deși „diamond” derivă de fapt din greacă ἀδάμας, de la care s-a format și vechea denumire a diamantului: adamant.) Construcția din limba română respectă acest tipar.

## Enumerare
Întrebarea combinatorică de bază este: câte poliamante diferite există cu un anumit număr de triunghiuri? La fel ca la poliominouri, poliamantele pot fi fie libere, fie unilaterale. Poliamantele libere sunt invariante față de reflexie, translație și rotație. Poliamantele unilaterale sunt distincte față de reflexii.
Numărul de n-iamante libere pentru n = 1, 2, 3, ... este:
1, 1, 1, 3, 4, 12, 24, 66, 160, ...
Numărul de poliamante libere cu găuri este dat de șirul OEIS A070764.

Numărul de poliamante libere fără găuri este dat de șirul OEIS A070765. 

Numărul de poliamante fixe este dat de șirul OEIS A001420.

Numărul de poliamante unilaterale este dat de șirul OEIS A006534.
|  |  |

|  |  |

|  |  |

|  |  |  |

|  |  |  |  |

|  |  |  |  |  |  |  |  |  |  |  |  |

## Simetrii
Simetriile posibile sunt simetriile în oglindă, simetriile de rotație cu 2, 3 și 6 poziții și combinațiile lor.
Simetria de rotație cu 2 poziții cu și fără simetrie în oglindă necesită cel puțin 2, respectiv 4 triunghiuri. Simetria de rotație cu 6 poziții cu și fără simetrie în oglindă necesită cel puțin 6, respectiv 18 triunghiuri. Asimetria necesită cel puțin 5 triunghiuri. Simetria de rotație cu trei poziții fără simetrie în oglindă necesită cel puțin 7 triunghiuri.
În cazul doar a simetriei în oglindă se poate distinge axa de simetrie aliniată cu grila sau rotită cu 30° (necesită cel puțin 4, respectiv 3 triunghiuri); idem pentru simetria de rotație cu trei poziții, combinată cu simetria în oglindă (necesită cel puțin 18, respectiv 1 triunghi).